# Kamimuria uenoi
Kamimuria uenoi är en bäcksländeart som beskrevs av Kohno 1947. Kamimuria uenoi ingår i släktet Kamimuria och familjen jättebäcksländor. Inga underarter finns listade i Catalogue of Life.